# Президентские выборы в Сербии (2017)
Президентские выборы прошли в Сербии 2 апреля 2017 года. Это одиннадцатые по счёту выборы президента Сербии с введения поста в 1990 году. Действующий президент Томислав Николич имел право баллотироваться на второй пятилетний срок, но не стал этого делать. По итогам выборов победил Александр Вучич, который набрал 2.012.788 голосов (55.06 %~). Ближе всего был Александр Янкович, с 597.728 голосами (16.35 %~).

## Избирательная система
Президент Сербии избирается сроком на пять лет, в случае если ни один кандидат не набрал в первом туре 50 % голосов, то должен состояться второй тур.

## Кандидаты
Избирательная комиссия утвердила одиннадцать кандидатов. Номера кандидатов в бюллетене были определены с помощью жеребьёвки 17 марта.
| No. | Кандидат | Кандидат          | Политическая партия/организация | Деятельность | Количество подписей для номинации |
| --- | -------- | ----------------- | ------------------------------- | --- | --------------------------------- |
| 1.  |          | Саша Янкович      | Независимый                     | бывший Омбудсмен (2007—2017), первое участие.                                                                        | 17 134                            |
| 2.  |          | Еремич, Вук       | Независимый                     | бывший Министр иностранных дел Сербии (2007—2012) и бывший президент ГА ООН (2012—2013), первое участие.             | 14 360                            |
| 3.  |          | Мирослав Парович  | НСД                             | Президент движения национальной свободы, первое участие.                                                             | 10 390                            |
| 4.  |          | Саша Радулович    | «Было достаточно»               | Президент партии хорошенького понемножку, бывший министр экономики (2013—2014), первое участие.                      | 10 579                            |
| 5.  |          | Максимович, Лука  | Независимый                     | Лидер пародийной политической партии Попробуйте Сарму, первое участие.                                               | 12 270                            |
| 6.  |          | Вучич, Александр  | Сербская прогрессивная партия   | Премьер-министр Сербии (2014-), бывший министр информации (1998—2000) и Министр обороны (2012—2013), первое участие. | 56 516                            |
| 7.  |          | Бойко Обрадович   | Движение «Двери српске»         | Президент движения Двери, первое участие.                                                                            | 11 212                            |
| 8.  |          | Шешель, Воислав   | Сербская радикальная партия     | Основатель и президент СРП, шестое участие.                                                                          | 12 970                            |
| 9.  |          | Александр Попович | Демократическая партия Сербии   | бывший министр науки и окружающей среды (2004—2007) и министр энергетики и горного дела (2007—2008), первое участие. | 10 504                            |
| 10. |          | Милан Стаматович  | Независимый                     | Президент муниципалитета Чаетина, первое участие.                                                                    | 12 027                            |
| 11. |          | Ненад Чанак       | ЛСВ                             | президент лиги социал-демократов Воеводины, первое участие.                                                          | 11 004                            |

## Выбывшие претенденты
На 15 февраля 2017 года СМИ объявили, что Томислав Николич принял решение баллотироваться на пост президента, несмотря на то, что он не был выдвинут своей собственной партией. Тем не менее, спустя пять дней он публично заявил, что не будет баллотироваться. Кроме того, Душан Janjić из активных Сербов объявил о своей кандидатуре в мае 2016 года, только чтобы преждевременно завершить свою кампанию на 11 марта 2017. 12 марта 2017 года независимый кандидат Владимир Rajčić объявил, что прекращает свою президентскую кампанию, но отметил, что будет баллотироваться на будущих выборах. В марте 2017 ещё трое независимых кандидатов Даниэла Сремац, Саша Миркович и Андрей Файгели решили прекратить свои кампании.

## Опросы общественного мнения
| Дата   | Компания                                                      | Вучич СПП[1] | Янкович Нез. | Шешель СРП | Еремич Нез. | Обрадович Двери | Максимович Нез. | Попович ДПС | Стаматович Нез. | Парович НСД | Чанак ЛСВ | Радулович хор | Отрыв |
| ------ | ------------------------------------------------------------- | ------------ | ------------ | ---------- | ----------- | --------------- | --------------- | ----------- | --------------- | ----------- | --------- | ------------- | ----- |
| 19 Мар | Ipsos Архивная копия от 21 марта 2017 на Wayback Machine      | 53.0         | 10.6         | 8.7        | 6.9         | 3.5             | 11.0            | 1.1         | 1.5             | 0.3         | 1.7       | 1.7           | 42.0  |
| 17 Мар | Demostat Архивная копия от 19 марта 2017 на Wayback Machine   | 57.0         | 11.0         | 8.0        | 9.0         | 3.0             | 3.0             | <3.0        | <3.0            | <3.0        | <3.0      | <3.0          | 46.0  |
| 16 Мар | NSPM Архивная копия от 24 марта 2017 на Wayback Machine       | 54.9         | 10.8         | 7.0        | 11.1        | 3.3             | 7.9             | 0.9         | 0.7             | 0.4         | 1.0       | 2.1           | 43.8  |
| 9 Мар  | Faktor Plus Архивная копия от 9 марта 2017 на Wayback Machine | 53.1         | 14.5         | 11.0       | 11.1        | 3.9             | -               | -           | 2.0             | -           | <2.0      | 2.4           | 38.6  |
| 28 Фев | Ipsos Архивная копия от 7 марта 2017 на Wayback Machine       | 52.3         | 13.9         | 11.0       | 13.3        | 3.7             | -               | 0.8         | 0.8             | -           | 1.7       | -             | 38.4  |

## Результаты

Результаты выборов по общинам.
Александр Вучич
Саша Янкович
Милан Стаматович
Выборы не состоялись

На выборах президента Сербии в первом туре победил Александр Вучич. По предварительным сведениям он набрал не менее 55 % голосов избирателей.
С 3 апреля в Сербии начинаются протесты против избрания Вучича.
| Кандидат                            | Партия                              | Голосов   | %     |
| ----------------------------------- | ----------------------------------- | --------- | ----- |
| Александр Вучич                     | Сербская прогрессивная партия       | 2 012 788 | 55,06 |
| Саша Янкович                        | независимый                         | 597 728   | 16,35 |
| Лука Максимович                     | независимый                         | 344 498   | 9,42  |
| Вук Еремич                          | независимый                         | 206 676   | 5,65  |
| Воислав Шешель                      | Сербская радикальная партия         | 163 802   | 4,48  |
| Бойко Обрадович                     | Движение «Двери српске»             | 83 523    | 2,28  |
| Саша Радулович                      | Было достаточно                     | 51 651    | 1,41  |
| Милан Стаматович                    | независимый                         | 42 193    | 1,15  |
| Ненад Чанак                         | Лига социал-демократов Воеводины    | 41 070    | 1,12  |
| Александр Попович                   | Демократическая партия Сербии       | 38 167    | 1,04  |
| Мирослав Парович                    | Движение национальной свободы       | 11 540    | 0,32  |
| Против всех/испорченные бланки      | Против всех/испорченные бланки      | 61 729    | 1,69  |
| Всего                               | Всего                               | 3 655 365 | 100   |
| Зарегистрированных избирателей/Явка | Зарегистрированных избирателей/Явка |           | 54,36 |
| Source: RIK                         |                                     |           |       |